# مارولو
مارولو (الاسم العلمي: Annona crassiflora) هو نبات مزهر من فصيلة القشديات. تبدو أزهاره مثل قنديل البحر، والثمار حلوة وخشنة للغاية، موطنها الأصلي البرازيل وباراغواي.